# ラブ タンバリン
「ラブ タンバリン」は、岡村靖幸の9枚目のシングル。
1989年4月21日に、EPIC・ソニーから発売された。

## 概要
4ヶ月振りの新曲。
カップリング曲に初めてライブバージョンを収録。

## 収録曲
全曲　作詞・作曲・編曲：岡村靖幸
1. ラブ タンバリン
2. OUT OF BLUE （Live Version）

## 収録アルバム
| 曲名                         | 収録アルバム         | 備考 |
| ---------------------------- | -------------------- | ---- |
| ラブ タンバリン              | 『靖幸』             |      |
| ラブ タンバリン              | 『OH! ベスト』       |      |
| ラブ タンバリン              | 『岡村ちゃん大百科』 |      |
| OUT OF BLUE （Live Version） | 『岡村ちゃん大百科』 |      |